# Pomnik Wspólnej Pamięci
Pomnik Wspólnej Pamięci  (niem. Denkmal des gemeinsamen Gedenkens) – monument poświęcony pamięci mieszkańców Wrocławia, których mogiły zostały zlikwidowane w latach powojennych.
Pomysł realizacji lapidarium upamiętniającego zmarłych Wrocławian pochowanych przed rokiem 1945 na cmentarzach, które zostały zlikwidowane, powstał w latach dziewięćdziesiątych dwudziestego wieku, po odnalezieniu w roku 1989 w Mirkowie ponad dwustu poniemieckich płyt nagrobnych. Płyty te pochodziły ze zniszczonych we Wrocławiu cmentarzy, właściciel zakładu kamieniarskiego wykorzystywał je do wyrobu nowych nagrobków, bądź innych detali kamieniarskich. Wszystkie ocalałe płyty zostały następnie odkupione przez miasto. Początkowo planowano wykorzystanie wszystkich elementów do utworzenia na terenie nieczynnego i przekształconego w park Cmentarza Grabiszyńskiego III (obecnie Park Grabiszyński). Ostatecznie w roku 2005 wybrano projekt autorstwa Tomasza Tomaszewskiego, Alojzego Gryta i Czesława Wesołowskiego.
Pomnik Wspólnej Pamięci znajduje się dokładnie w miejscu w którym wcześniej stało wrocławskie krematorium. Od strony ulicy Grabiszyńskiej prowadzi do niego długa aleja z żywopłotem rozpoczynająca się granitową bramą z łacińską nazwą pomnika Monumentum Memoriae Communis.
Pomnik wykonany jest z granitu, ma kształt muru złożonego z 32 fragmentów o nierównych zakończeniach. Do całości dołączonych jest kilkanaście zachowanych poniemieckich płyt nagrobnych. Cztery części tworzące pomnik odpowiadają poszczególnym kategoriom cmentarzy w dawnym Wrocławiu: katolickim, ewangelickim, komunalnym i żydowskim. Pośrodku znajduje się pozioma płyta z listą wszystkich zlikwidowanych po roku 1945 cmentarzy we Wrocławiu. Całość liczy sobie 60 m długości.
Uroczystość otwarcia pomnika poprzedziło nabożeństwo ekumeniczne z udziałem przedstawicieli czterech wspólnot religijnych we Wrocławiu.
Pomnik nie wspomina o tym że te cmentarze zostały celowo zniszczone i zlikwidowane (cytat „nieistniejących dziś cmentarzach”) i nie wspomina o narodowości pochowanych (cytat „pamięci dawnych mieszkańców”).